# ウルフ・チーム
- バンダイナムコホールディングス > バンダイナムコゲームス > ナムコ・テイルズスタジオ > ウルフ・チーム
- 日本テレネット > ウルフ・チーム

ウルフ・チーム（英: WOLF TEAM）は、かつて存在した日本のゲームソフト会社およびブランド。ナムコ・テイルズスタジオに吸収され活動終了。なお、本来の表記としては「・（中黒）」が入る「ウルフ・チーム」が正しい。

## 沿革
ウルフ・チームは、日本テレネット社内にある同名の開発チームを前身としており、その時から『ファイナルゾーン』シリーズ、『夢幻戦士ヴァリス』などを開発した。
その後、1987年に日本テレネットのプログラマーだった秋篠雅弘が独立し、代表取締役に就任する。当時の開発チーム名をそのまま会社名にした。
『YAKSA』『アークス』シリーズ、『ミッドガルツ』『あーくしゅ』『斬』シリーズ、『D〜欧州蜃気楼〜』『轟』シリーズ、『天舞』シリーズ、『グラナダ』、『FZ戦記アクシス』『ソル・フィース』などを開発・販売した。
それまでパソコンゲーム中心だったが、X68000での開発をきっかけに、同じCPUを持つ家庭用ゲーム機、メガドライブへ参入した。1990年7月に日本テレネットの100%子会社となり、1991年1月に同社に吸収合併された。以降は、第3開発事業部として開発チームブランドとなる。
しかし､社員との確執から、社長でありながら秋篠が退社。秋篠はJフォースを設立した。
その後、ウルフ・チームはスーパーファミコンなど家庭用向けのゲームを多く発売した。
『あーくしゅ』（PC-8801版/PC-9801版）や『クリスタルチェイサー〜天空の魔晶球〜』など5作品のプログラムを担当したTOMOは、入社当時の状況について「ウルフチームは今でいうところのベンチャー企業であり、社員は若くて活気があり、ゲーム作りに対する姿勢も誠実だった」とプロジェクトEGGとのインタビューの中で振り返っており、TOMO以降も谷裕紀彦（Bug太郎）や豊田利夫が入社したとも話している。また、1989年ごろに同社に入社した音楽家の桜庭統は「当時は音楽家とプログラマーとのかかわりが深く、チームで作っているという印象があった」と冨田明宏とのインタビューの中で振り返っている。
その一方、TOMOは「開発期間が非常に短く、完成度が十二分にならなかった」ともABEとのインタビューの中で振り返っており、たとえばPC-8801版『あーくしゅ』の場合、TOMOがプログラマーに任命されてから発売までの期間は2か月しかなかったとしている。
また、1991年に発売された『新撰組 〜幕末幻視行〜』の場合、『クリスタルチェイサー 〜天空の魔晶球〜 』のマスターアップ（1991年6月11日）から本格的な開発が開始され、その5か月後に発売された。
ウルフ・チームの元スタッフである谷裕紀彦によると、このような開発期間の厳しさからスタッフの独立が多く、ネバーランドカンパニー、すたじお実験室、ガウ・エンターテイメントなど多数のブランドが生まれたという。そして1995年12月に『テイルファンタジア』（後に『テイルズ オブ ファンタジア』に改名。販売元はナムコ）のメインスタッフ達が退職してトライエースを設立。これが最後の独立となる。
その後もナムコとの関係は続き、2003年にナムコとの共同出資で設立した子会社（親会社はナムコ）ナムコ・テイルズスタジオに移行し、ウルフ・チームは開発ブランドとしての活動を終了した。
2009年12月に、サン電子が事業停止した日本テレネットの知的所有権を一旦取得したものの、後にシティコネクションに譲渡され、2019年12月にゲームメーカーであるエディアが、ウルフ・チームを含む日本テレネットの知的所有権をシティコネクションから取得したことが公表された。

## 発売ソフト
- YAKSA ： PC-8801（1987年11月）、FM77AV(パッケージ表記はFM-77/AVとなっているがFM77AV専用)（1988年1月）、PC-9801（1988年2月）、MSX2（1988年5月）
- アークスシリーズ
  - アークス ： PC-8801（1988年5月）、PC-9801（1988年7月）、X1（1988年9月）、FM-77（1988年10月）、MSX2（1988年11月）、X68000（1989年4月）
  - アークスII ： PC-8801（1989年11月）、MSX2（1989年12月）、X68000・PC-9801（1990年1月）
  - あーくしゅ ： PC-8801（1989年12月）、MSX2（1990年2月）、X68000・PC-9801（1990年3月）
  - アークス・オデッセイ ： X68000・メガドライブ（1991年6月）
  - アークスIII ： PC-9801（1991年10月）
  - アークスI II III ： メガCD（1993年7月）
- ミッドガルツシリーズ
  - ミッドガルツ 全編 ： PC-9801（1989年1月）
  - ミッドガルツ SIDE A ： PC-8801（1989年3月）、MSX2（1989年7月）
  - ミッドガルツ SIDE B ： PC-8801（1989年3月）、MSX2（1989年7月）
  - ミッドガルツ DUAL SIDE ： PC-8801（1989年4月）、MSX2（1989年5月）
  - ミッドガルツ GOLD ： X68000（1989年8月）
- ガウディ 〜バルセロナの風〜 ： PC-8801（1989年6月）、PC-9801・MSX2（1989年7月）、X68000（1989年8月）
- 神武伝承 ： PCエンジン（1989年6月）企画・音楽。開発・販売はビッグ・クラブ。YAKSAシリーズの外伝的作品。
- 斬シリーズ
  - 斬 〜陽炎の時代〜 アナログ ： PC-9801（1989年9月）
  - 斬 〜陽炎の時代〜 デジタル ： PC-9801（1989年11月）
  - 斬 〜陽炎の時代〜 ： PC-9801・X68000・J3100（1989年12月）
  - 斬 シナリオ Vl.1 ： PC-9801・X68000・J3100（1989年12月）
  - 斬 シナリオ Vl.1 ： デジタル ： PC-9801（1989年12月）
  - 斬 シナリオ Vl.2 ： PC-9801（1990年2月）、X68000（1990年2月）、J3100（1990年2月）
  - 斬 シナリオ Vl.2 ： デジタル ： PC-9801（1990年2月）
  - 斬 PU アナログ ： PC-9801（1990年5月）
  - 斬 〜夜叉円舞曲〜 ： PC-8801（1990年8月）、メガドライブ、PC-9801（1991年3月）
  - 斬・GEAR ： ゲームギア（1990年10月）
  - 斬II 〜陽炎の時代〜 ： PC-9801（1991年10月）、FM-TOWNS（1992年4月）
  - 斬II シナリオコレクション ： PC-9801（1992年1月）
  - 斬IIスピリッツ  ： スーパーファミコン（1992年5月）
  - 斬II 総集編 ： PC-9801（1992年12月）
  - 斬III 〜天運我にあり〜 ： PC-9801（1993年12月）、DOS/V（1994年2月）
  - 斬III シナリオコレクション ： PC-9801（1994年2月）
  - 斬III タウンズスペシャル ： FM-TOWNS（1994年3月）
  - 斬III スピリッツ ： スーパーファミコン（1994年3月）
- グラナダ ： X68000（1990年4月）[注釈 1]、メガドライブ（1991年11月）
- D〜欧州蜃気楼〜 ： PC-9801（1990年8月）
- RYU 〜哭きの竜より〜 ： PC-9801（1990年9月）、X68000（1991年2月）
- FZ戦記アクシス ： X68000・メガドライブ（1990年10月）
- ソル・フィース ： X68000・メガCD（1990年11月）
- スパン・オブ・ドリーム ： PC-9801（1990年12月）
- 轟シリーズ
  - 大東亜黙示録・轟 ： PC-9801（1991年4月）
  - 轟II ： PC-9801（1992年9月）
  - 轟II シナリオコレクション ： PC-9801（1992年12月）
  - 轟II TOWNSスペシャル ： FM-TOWNS（1993年3月）
- クリスタルチェイサー〜天空の魔晶球〜 ： PC-9801 (1991年6月)
- 超闘竜列伝ディノランド ： メガドライブ（1991年8月）
- アーネスト・エバンス・シリーズ
  - エル・ヴィエント ： メガドライブ（1991年9月）
  - アーネストエバンス ： メガCD（1991年12月）
  - アネット再び ： メガCD（1993年3月）
- 新撰組 〜幕末幻視行〜 ： PC-9801 (1991年11月)
- NIKO2 （ニコニコ）： PC-8801・PC-9801・X68000・FM-TOWNS（1991年11月）、MSX2（1991年12月）
- 天舞シリーズ
  - 天舞 〜三国志正史〜 ： PC-9801（1991年12月）
  - 天舞 シナリオコレクション ： PC-9801（1992年3月）
  - 天舞 リミテッド ： PC-9801（1992年5月）
  - 天舞 〜満漢全席〜 ： PC-9801（1992年8月）
  - 天舞MEGA-CDスペシャル ： メガCD（1992年12月）
  - 三国志正史 天舞スピリッツ  ： スーパーファミコン（1993年6月）
- 緋王伝シリーズ
  - 緋王伝 ： PC-9801（1992年6月）
  - 緋王伝II ： PC-9801（1993年11月）、FM-TOWNS（1994年3月）
  - 緋王伝II ダッシュHD ： PC-9801（1994年7月）
  - 緋王伝 魔物達との誓い ： スーパーファミコン（1994年2月11日）
- 精霊神世紀フェイエリア ： メガCD（1992年2月）
- SUZAKU ： PC-9801（1992年3月）、FM-TOWNS（1992年10月）
- アイルロード ： メガCD（1992年5月）
- ダイヤモンドプレイヤーズ ： PC-9801（1992年7月）
- サンダーストームFX ： メガCD（1992年8月）
- タイムギャル ： メガCD（1992年11月）
- ロードブラスターFX ： メガCD（1992年12月）
- Revenge of the Ninja ： SEGA-CD（1993年）忍者ハヤテの海外版。海外版のみ発売
- Apros〜大地の章・風の探究者編〜：PC-9801（1992年12月）
- ノイギーア 〜海と風の鼓動〜 ： スーパーファミコン（1993年3月）
- デバステイター ： メガCD（1993年5月）
- GULFWAR －蒼鋼伝－ ： PC-9801（1993年4月）、FM-TOWNS（1993年12月）
- 仮面ライダーZO ： メガCD（1994年5月）販売は東映ビデオ
- ザ・グレイル・ハンター ： PC-9801（1994年12月）
- 東京トワイライト・バスターズ ： PC-9801（1995年6月）
- Cybernetic EMPIRE ： プレイステーション（1999年8月）
- テイルズ オブ シリーズ
  - テイルズ オブ ファンタジア ： スーパーファミコン（1995年12月15日）販売はナムコ
  - テイルズ オブ デスティニー ： プレイステーション（1997年12月23日）日本テレネットとの共同開発。販売はナムコ
  - テイルズ オブ ファンタジア ： プレイステーション（1998年12月23日）日本テレネットとの共同開発。販売はナムコ
  - テイルズ オブ ファンタジア なりきりダンジョン ： ゲームボーイカラー（2000年11月10日）日本テレネットとの共同開発。販売はナムコ
  - テイルズ オブ エターニア ： プレイステーション（2000年11月30日）日本テレネットとの共同開発。販売はナムコ

## 関連ブランド
- 新日本レーザーソフト（第2開発事業部）
- レノ（RENO/Renovotion game）
- ライオット（RIOT/第1開発事業部）
  - メディア・ビジョン
  - メディアエンターテイメント
  - フェイクラフト